# Pacific Nations Cup 2022
Der Pacific Nations Cup 2022 war die 15. Ausgabe des Rugby-Union-Turniers Pacific Nations Cup. 2020 und 2021 konnte der Wettbewerb aufgrund der COVID-19-Pandemie nicht durchgeführt werden. Beteiligt waren die Nationalmannschaften von Fidschi, Samoa, Tonga sowie die australische Auswahl Australia A. Zwischen dem 2. und 16. Juli 2022 fanden sechs Spiele statt, die alle in Fidschi ausgetragen wurden. Den Titel sicherte sich zum vierten Mal Samoa.

## Tabelle
|    | Land        | Spiele | Siege | Unent. | Ndlg. | Spiel- punkte | Diff. | Bonus- punkte | Tabellen- punkte |
| -- | ----------- | ------ | ----- | ------ | ----- | ------------- | ----- | ------------- | ---------------- |
| 1. | Samoa       | 3      | 3     | 0      | 0     | 88:64         | + 24  | 2             | 14               |
| 2. | Australia A | 3      | 2     | 0      | 1     | 97:71         | + 26  | 4             | 12               |
| 3. | Fidschi     | 3      | 1     | 0      | 2     | 74:55         | + 19  | 2             | 6                |
| 4. | Tonga       | 3      | 0     | 0      | 3     | 40:109        | − 69  | 0             | 0                |

## Ergebnisse
| 2. Juli 2022 13:00 FJT | Australia A | 26 : 31        | Samoa | National Stadium, Suva Schiedsrichter: Jaco Peyper (Südafrika) |
| 2. Juli 2022 13:00 FJT | Versuche: McReight (2) 23. erh., 55. erh. Lonergan 52. n.erh. Tuttle 75. erh. Erhöhungen: Lonergan (2/3) Hodge (1/1) | (7:19) Bericht | Versuche: Lam 4. erh. Ah Wong (2) 20. n.erh., 77. n.erh. Leuila 77. erh. Taumateine 68. erh. Erhöhungen: Iona (3/5) | National Stadium, Suva Schiedsrichter: Jaco Peyper (Südafrika) |

| 2. Juli 2022 15:30 FJT | Fidschi | 36 : 0         | Tonga | National Stadium, Suva Schiedsrichter: Ben O’Keeffe (Neuseeland) |
| 2. Juli 2022 15:30 FJT | Versuche: Ratuva 7. erh. Wainiqolo 11. n.erh. Ravouvou 25. erh. Tuicuvu 56. erh. Habosi 63. erh. Erhöhungen: Tela (4/5) Straftritte: Tuicuvu (1/1) 38. | (22:0) Bericht |       | National Stadium, Suva Schiedsrichter: Ben O’Keeffe (Neuseeland) |

| 9. Juli 2022 12:00 FJT | Samoa | 34 : 18         | Tonga                                                                                                | Churchill Park, Lautoka Schiedsrichter: Graham Cooper (Australien) |
| 9. Juli 2022 12:00 FJT | Versuche: Niuia (3) 35. erh., 46. n.erh., 52. n.erh. Manu 63. erh. McFarland 77. erh. Erhöhungen: Alatimu (2/4) Leuila (1/1) Straftritte: Alatimu (1/1) 19. | (10:18) Bericht | Versuche: Paea 21. n.erh. Poloniati 28. erh. Erhöhungen: Faiva (1/2) Straftritte: Faiva (2/2) 5., 8. | Churchill Park, Lautoka Schiedsrichter: Graham Cooper (Australien) |

| 9. Juli 2022 15:30 FJT | Fidschi                                                                                             | 18 : 32         | Australia A | Churchill Park, Lautoka Schiedsrichter: Wayne Barnes (England) |
| 9. Juli 2022 15:30 FJT | Versuche: Tamanivalu 24. n.erh. Botia 34. n.erh. Ratuniyarawa 56. n.erh. Straftritte: Tela (1/1) 8. | (13:15) Bericht | Versuche: Sinclair 13. erh. Pietsch 28. n.erh. Daugunu 47. erh. Williams 63. erh. Erhöhungen: Lonergan (3/3) Straftritte: Lonergan (2/2) 19., 70. | Churchill Park, Lautoka Schiedsrichter: Wayne Barnes (England) |

| 16. Juli 2022 13:00 FJT | Tonga | 22 : 39        | Australia A | Churchill Park, Lautoka Schiedsrichter: Brendon Pickerill (Neuseeland) |
| 16. Juli 2022 13:00 FJT | Versuche: Moli (2) 3. n.erh., 51. erh. Fonokalafi 69. erh. Erhöhungen: Havili (2/3) Straftritte: Havili (1/2) 39. | (8:11) Bericht | Versuche: Daugunu (2) 14. n.erh., 60. erh. Gleeson 41. erh. Stewart 45. erh. Tuttle 73. erh. Erhöhungen: Lonergan (3/4) Donaldson (1/1) Straftritte: Lonergan (2/2) 6., 37. | Churchill Park, Lautoka Schiedsrichter: Brendon Pickerill (Neuseeland) |

| 16. Juli 2022 15:30 FJT | Fidschi                                                                                                   | 20 : 23        | Samoa                                                                                             | Churchill Park, Lautoka Schiedsrichter: Jordan Way (Australien) |
| 16. Juli 2022 15:30 FJT | Versuche: Tuisue 20. erh. Lomani 30. erh. Erhöhungen: Volavola (2/2) Straftritte: Volavola (2/3) 40., 51. | (17:3) Bericht | Versuche: Lam (2) 43. erh., 70. erh. Erhöhungen: Iona (2/2) Straftritte: Iona (3/4) 14., 55., 64. | Churchill Park, Lautoka Schiedsrichter: Jordan Way (Australien) |